# Éric Boissonnas
Pour les articles homonymes, voir Boissonnas.
Éric Boissonnas, né le 29 janvier 1913 à Paris et mort le 27 mai 2005, est un dirigeant d'entreprises, philanthrope et mécène français, créateur de la station de Flaine.

## Biographie

### Famille et formation
Fils du diplomate et banquier Jean Boissonnas (1870-1953), et petit-fils de Lucie Boissonnas (1839-1877) et de Paul Mirabaud, il épouse Sylvie Schlumberger en 1935, fille de Conrad Schlumberger et sœur de Dominique de Ménil et d'Anne Gruner Schlumberger. Ils auront quatre enfants, dont Sylvina Boissonnas.
Il se fait construire une maison au cap Bénat.
Il suit ses études au lycée Carnot et au lycée Janson-de-Sailly, puis il obtient une licence ès sciences à la faculté des sciences de Paris, formation de géophysicien.

### Carrière professionnelle
Ingénieur à la Société de prospection électrique en 1938, il devient l’adjoint au directeur général de la Compagnie générale de géophysique (CGG) en 1942, directeur général de l’agence de l’Amérique du Sud des sociétés Schlumberger en 1947, coordinateur des services techniques de Schlumberger en 1951, puis directeur technique du groupe Schlumberger à Ridgefield de 1954 à 1958.

### Mécénat et philanthrophie
En 1958, il rentre en France pour se lancer dans la création d'un ensemble architectural de qualité avec son épouse. Ils fondent alors la station de Flaine, qu'ils financent seuls, avec le concours de son frère Rémi Boissonnas, directeur de la Banque de l'Union parisienne. Il s’appuie notamment sur l'architecte Marcel Breuer et l'urbaniste Laurent Chappis.
Il est président-directeur général de la Société pour l'aménagement de la Foux d'Allos de 1962 à 1979, vice-président-directeur général de la Société d’aménagement Arve Giffre (station de sports d'hiver de Flaine) de 1962 à 1989 et cogérant en 1966, puis président-directeur général de la Société d'études, de participation et de développement (Sépad) de 1973 à 1978. 
Il est le président d’honneur du Syndicat national des téléphériques de France (SNTF) à partir de 1984 et membre du conseil d'administration de l'association "Architecture et maîtres d'ouvrage".
Il est conseiller scientifique du ministère de l'Éducation nationale pour les questions d'environnement de 1970 à 1974.
En 1977, il est un des membres fondateurs du Musée national d'art moderne du Centre Georges Pompidou. Membre des Amis du musée national d'art moderne, il y fait de nombreux dons par l'intermédiaire d'une fondation.
Président de l'Organisation protestante pour le logement de 1962 à 1996, de l'Association Flaine musique, de l'Orchestre symphonique français de 1990 à 1996 et de l'École normale de musique de Paris, il est membre du Conseil franco-américain de la French-American Foundation, du comité de la Société de l'histoire du protestantisme français (SHPF), du comité d'honneur de la Fédération de l'Entraide protestante.

## Publication
- Flaine la création (1994)